# Frenti-Mudança

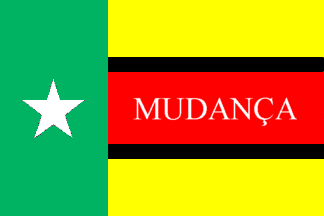
Flagge der Frenti-Mudança

Die Frenti-Mudança FM (Frente de Reconstrução Nacional de Timor-Leste — Mudança, deutsch: Front für den nationalen Wiederaufbau Osttimors — Reform) ist eine politische Partei in Osttimor und Abspaltung von der FRETILIN. Bis August 2011 verwendete sie die Bezeichnung FRETILIN Mudança (Tetum: FRETILIN Mudansa; in einigen Medien auch FRETILIN movement) Von 2012 bis 2017 war die FM Teil der Regierungskoalition Osttimors.

## Geschichte
Im Februar 2003 wurde die Mudansa-Gruppe als Teil der FRETILIN gegründet, nachdem das Zentralkomitee der FRETILIN die Parteisatzung geändert hatte. Mudansa kritisierte, die Änderungen würden die Partei zerstören. Generalsekretär und Premierminister Marí Alkatiri reagierte im September 2003 auf Forderungen nach erneuter Satzungsänderung, indem er führende Mudansa-Mitglieder, wie Vítor da Costa, aus Positionen des Öffentlichen Dienstes entfernte.
2006 kam es in Osttimor zu schweren Unruhen, in deren Folge Alkatiri als Premierminister zurücktreten musste. Neuer Regierungschef wurde der parteilose José Ramos-Horta. FRETILIN-Mitglied José Luís Guterres, der unter Ramos-Horta Außenminister wurde, scheiterte bei dem Versuch, mit Hilfe von FRETILIN Mudança, auf einem chaotischen Parteitag Alkatiri auch als Generalsekretär der FRETILIN zu stürzen. Alkatiri blieb Generalsekretär und die Nummer zwei in der Parteihierarchie hinter Francisco Guterres. Als Grund für das Wahlergebnis wurde die Satzungsänderung angesehen, die eine öffentliche statt geheime Abstimmung über die Parteiführung einführte. Vítor da Costa klagte vor Gericht gegen diesen Vorgang, scheiterte aber.
Die Konfrontation der FRETILIN Mudança mit der FRETILIN eskalierte nach den verlorenen Parlamentswahlen 2007. Alkatiri erwirkte gegen die Angehörigen der FRETILIN Mudança Parteiausschlussverfahren, da sie Wähler aufgefordert hatten, Xanana Gusmão und seiner neuen Partei Congresso Nacional da Reconstrução Timorense (CNRT) zu wählen. Der Aufforderung, die FRETILIN freiwillig zu verlassen, waren die Reformer nicht nachgekommen. Überraschend berief Gusmão dann José Luís Guterres zum stellvertretenden Premierminister. Guterres Ernennung wurde als Versuch gewertet den Reformkräften in der FRETILIN eine Möglichkeit zur Teilnahme an der Regierung zu eröffnen. Ein nachträgliches Angebot an FRETILIN-Politiker sich im Kabinett zu beteiligen, wurde von der Parteiführung abgelehnt.
Ab 2010 wurden von der FRETILIN Mudança eigene Strukturen aufgebaut. Ihr Ziel war weiterhin der Sturz von Francisco Guterres und Marí Alkatiri von der Parteispitze, auch wenn Parlamentspräsident Fernando de Araújo (Partido Democrático) die FRETILIN Mudança aufforderte, sich als eigenständige Partei eintragen zu lassen. Das Gesetz lasse keine illegalen Parteien zu.

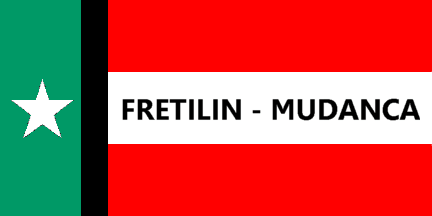
Flagge der FRETILIN Mudança
(Juli 2011)

Als die FRETILIN Mudança auch im damaligen Distrikt Baucau lokale Strukturen aufbaute, drohten FRETILIN-Anhänger im März 2010 Anhängern der Reformbewegung die Straßen zu blockieren. FRETILIN-Generalsekretär Alkatiri nannte den Aufbau der lokalen Strukturen einen „provozierenden Akt“. Er erklärte, er sehe in der FRETILIN Mudança verkappte Anhänger von Premierminister Gusmãos Partei CNRT. Die Verwendung von Symbolen der FRETILIN, wie der Parteiflagge, strebte Alkatiri an, der FRETILIN Mudança verbieten zu lassen. Diese Forderung wurde von Parlamentspräsident Araújo unterstützt.
Am 28. April 2011 wurde die FRETILIN Mudança als eigene Partei registriert, am 24. Juni wurde ihr aber die Zulassung zu den anstehenden Wahlen 2012 vom obersten Gericht verweigert. Begründet wurde dies mit der Ähnlichkeit von Name, Emblem, Flagge und sogar Parteihymne mit jenen der FRETILIN. Dies könnte die Wähler verwirren. Die Zulassung erfolgte schließlich im August nach der Umbenennung in Frenti-Mudança.

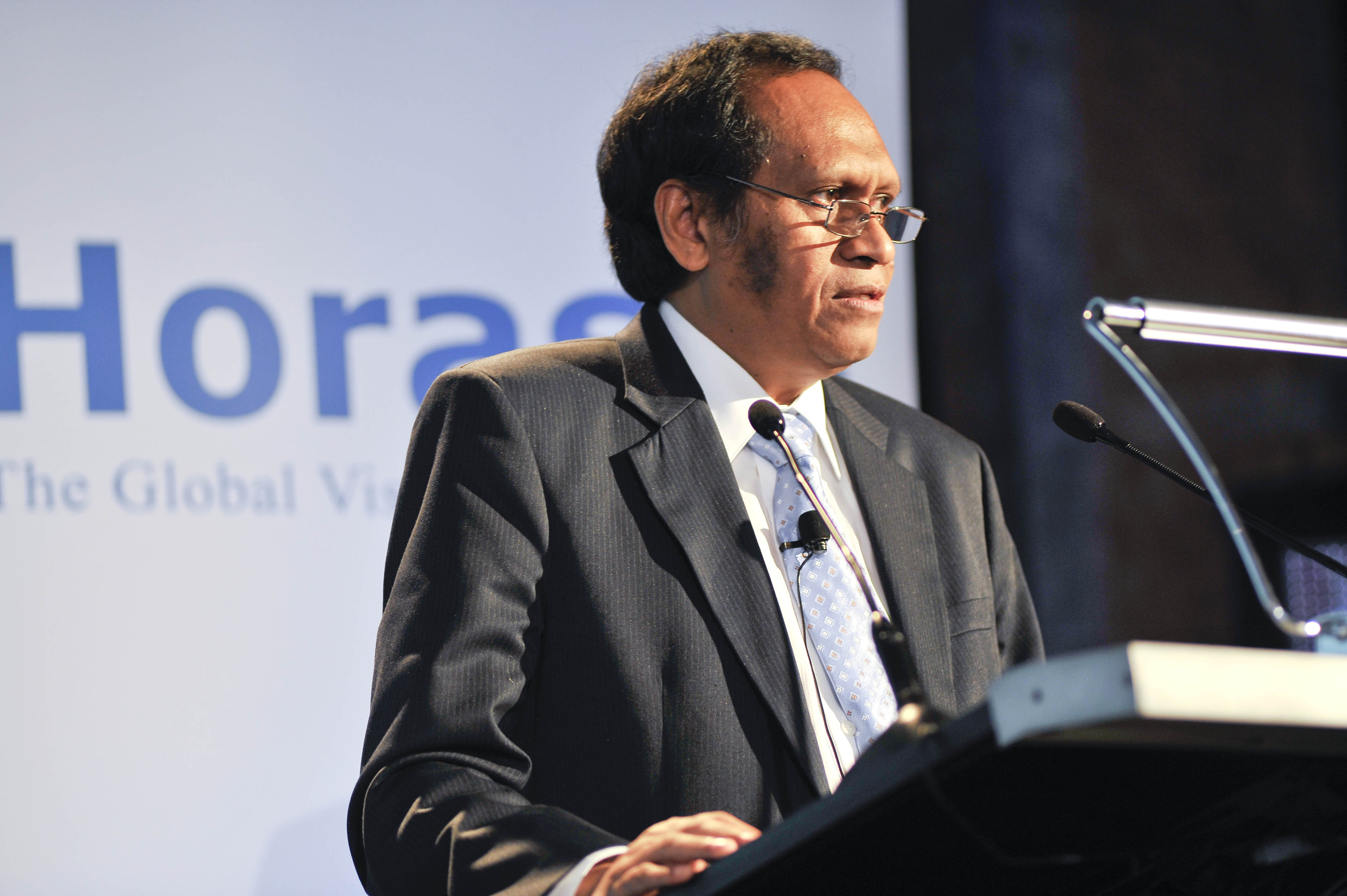
José Luís Guterres (2009)

Gründungspräsident der Frenti-Mudança war Vicente Maubusy. Er wurde abgelöst von Vítor da Costa, der zwischendurch Mitglied der Partei CNRT war. Schließlich wurde José Luís Guterres Präsident der Partei und zuletzt im Dezember 2016 in dem Amt bestätigt. Vizepräsident war Egídio de Jesus (Stand: 2015 & 2018). Weitere prominente Angehörige sind Adérito de Jesus Soares (inzwischen bei der PLP), Leiter der Anti-Korruptionskommission (CAC) und Gründer von La'o Hamutuk, Osttimors wichtigster Menschenrechtsorganisation, und Vicente Railos da Conceição, der die Bewaffnung von Zivilisten durch Minister der FRETILIN während der Unruhen von 2006 aufdeckte. 2016 übernahm César Vital Moreira übergangsweise das Amt des Generalsekretärs der Partei, sein Stellvertreter war Ricardo Cardoso Nheu. 2017 wurde Nheu zum Generalsekretär für die Zeit bis 2022 gewählt.
Bei den Parlamentswahlen 2012 erhielt die Frenti-Mudança 14.648 Stimmen (3,11 %) und errang zwei Sitze im Nationalparlament. Zunächst zogen als Abgeordnete José Luís Guterres und Generalsekretär Jorge da Conceição Teme ein, nach ihrer Vereidigung als Minister gaben sie ihre Sitze an Benvinda Catarina Rodrigues und Maria Adozinda Pires da Silva ab. Am besten schnitt die FM in Oe-Cusse Ambeno ab, wo sie 10,37 % der Stimmen erhielt.
Die FM wurde der kleinste Partner in der Regierungskoalition mit Congresso Nacional da Reconstrução Timorense und Partido Democrático. In der zweiten Regierung Gusmão war José Luís Guterres von 2012 bis 2015 Außenminister, Teme war Minister für Staatsadministration. Abel da Costa Freitas Ximenes war Vizeminister für Handel, Industrie und Umwelt, Ricardo Cardoso Nheu Staatssekretär für Handel und Vítor da Costa Staatssekretär für soziale Sicherheit. In der Regierung Araújo seit 2015 vertrat Abel da Costa Freitas Ximenes als Vizeminister für Bildung II die FM im Kabinett. Teme war das Amt des Vizeministers für Staatsadministration angeboten worden, doch er lehnte diese Zurückstufung ab und schied somit aus der Regierung aus. Nachdem Premierminister Gusmão zurücktrat und sein Nachfolger Rui Maria de Araújo am 16. Februar 2015 vereidigt wurde, war auch die FRETILIN in der Regierung vertreten. Im März 2016 kam es zum Bruch der Koalition zwischen CNRT und PD über den Streit um den militärischen Oberbefehlshaber und dem Konflikt zwischen Regierung und Parlament einerseits und Präsident Taur Matan Ruak andererseits.
Bei den Parlamentswahlen 2017 erhielt die Frenti-Mudança nur noch 1,56 % der Stimmen, scheiterte damit an der Vier-Prozent-Hürde und fiel aus dem Parlament. Danach schloss sich die FM dem Fórum Demokrátiku Nasionál (FDN) an, trat aber Ende 2017 wieder aus dem Parteienbündnis aus. Dafür wurde die FM am 11. Dezember 2017 Mitglied der Frenti Dezenvolvimentu Demokratiku (FDD). Mit der FDD gelang der FM bei den vorgezogenen Neuwahlen 2018 mit einem Stimmanteil von 5,5 % (34.301 Stimmen) der Einzug in das Nationalparlament. Sie stellte mit Isabel Maria Barreto Freitas Ximenes eine Abgeordneten. Die FDD zerbrach aber bereits nach der Wahl des Parlamentspräsidiums.

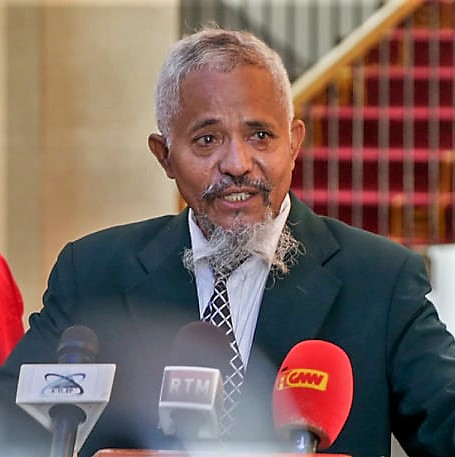
Egídio de Jesus (2022)

Am 22. Februar 2020 unterzeichneten CNRT, KHUNTO, PD, UDT, FM und PUDD eine Koalitionsvereinbarung zur Bildung einer neuen Regierung. Präsident Guterres beantwortete aber den Vorschlag der Allianz nicht, Xanana Gusmão zum Premierminister zu ernennen. Ende April zerbrach mit Austritt der KHUNTO das Bündnis wieder. In die 2020 gescheiterte Regierungskoalition hatte Egídio de Jesus die FM als Interimspräsident geführt. 2022 erklärte ein Parteikongress der FM die Führung der Partei unter Egídio de Jesus für illegal und ohne Rechtsgrundlage. Er habe in seinem Haus einen Kongress abgehalten, obwohl er vom Kongress als Interimspräsident suspendiert gewesen sei. Im Mai 2022 wurden daher Ricardo Cardoso Nheu zum Präsidenten der Partei und Daniel Pereira zum Generalsekretär gewählt.
Bei den Parlamentswahlen in Osttimor 2023 wollte die FM im Wahlbündnis der Frente Ampla Democrática (FAD) antreten, das Ricardo Cardoso Nheu anführte. Doch am 14. März trat die PDN aus dem Bündnis aus und reichte beim Obersten Gericht Osttimors (Tribunal de Recurso) eine eigene Kandidatenliste ein. Da von der Partei auch kein Kongress oder nationale Konferenz über das Wahlbündnis abgestimmt hatte, entschied das Tribunal, die FAD nicht zur Wahl zuzulassen. Nach der Einzelmeldung der PDN, reichten auch die FM und die anderen Partner eigene Anmeldungen zur Wahl ein. Wegen des innerparteilichen Streits gingen beim Tribunal de Recurso aber nicht nur eine Wahlliste von Parteichef Ricardo Cardoso Nheu, sondern auch eine von Egídio de Jesus ein. Das Gericht entschied, dass beide FM-Listen nicht zur Wahl zugelassen werden.